# Газиантепспор
«Газиантепспор» — расформированный турецкий футбольный клуб из города Газиантеп. Основан в 1969 году. До 2017 года домашние матчи проводил на стадионе «Камиль Оджак», вмещающем 17 000 зрителей. Затем переехал на «Газиантеп Арену». Наивысшим достижением в чемпионате Турции является для клуба завоевание бронзовых медалей в сезонах 1999—2000 и 2000—2001.

## История

### Предпосылки
Первый спортивный клуб в Газиантепе был основан студентами Американского колледжа в 1923 году. Вскоре после этого было основано несколько других клубов; Altınışık, Kilis İdman Yurdu Spor Kulübü и Türkocağı Spor Kulübü. Однако эти клубы просуществовали недолго: Altınışık и Türkocağı распались в 1929 и 1931 годах соответственно. Türkocağı продолжил слияние с Sanatkarlar Spor Kulübü, чтобы сформировать Gaziantep Idman Yurdu. Клуб не смог вовремя зарегистрироваться  на любительскую лигу Газиантепа, и ему разрешили участвовать только в товарищеских матчах. Газиантеп Идмана Юрду распался в 1932 году.   
До 1938 года в Газиантепе не было футбольных клубов, и спортивная ветвь общественного центра взяла на себя все спортивные мероприятия.

### Официальное основание и распад
Газиантепспор, который носит название города Газиантеп, был основан 1969 году. Руководители города Газиантепа провели собрание под председательством мэра Абдулкадира Батура, и сделали первую попытку основания клуба.
Позже, в результате постоянных встреч, в 1969 году был основан клуб «Газиантепспор». Важные деятели Газиантепа провели встречу с тогдашним мэром Абдулкадыром Батуром с целью создания клуба. В общей сложности 58 человек помогли в основании Газиантепспора в 1969 году. Бесир Байрам, который был одним из основателей, был первым президентом. В первом сезоне клуб провел товарищеские матчи. Им разрешили присоединиться к Третьей лиге TFF в 1970 году.С этих пор и начался подъем Газиантепспора.
В 2017 году команда вылетела из Суперлиги, и начала свой путь расформированию.
В итоге, Газиантепспор, который выступал в белой группе Второй лиги TFF 2018-19 , объявил, что они выходят из лиги в январе 2019 года после получения штрафа -36 очков. Они объявили, что возобновят борьбу в Турецкой региональной любительской лиге в сезоне 2019-20. В 2019 году ФИФА назначила красно-черным штраф в размере 21 очка за то, что они задолжали своим бывшим игрокам зарплаты. Однако, поскольку  бывшие футболисты так же не получили выплат и  в сезоне 2019-20, клуб вышел в любительскую лигу с -15 очками и завершил лигу на последнем месте, обанкротился и прекратил свою деятельность.

## Клубные цвета
Цвета клуба - красный и черный. Цвета были выбраны как посвящение людям, которые отдали свои жизни, защищая Газиантеп; черный для мучеников и красный для их крови. Эмблема Газиантепспора представляет собой главные достопримечательности города и была разработана под руководством бывшего председателя Джелала Догана. Контур эмблемы символизирует замок Газиантепа. Над названием клуба изображен мемориал мученика, на клетчатом фоне изображена знаменитая пустыня «Пахлава». На переднем плане - Сокол - прозвище клуба, а также имя одного из героев города - Шахинбея.

## Поддержка
Клуб пользуется наибольшей популярностью в Газиантепе и близлежащих провинций. Их основная ультрас-группа называется Gençlik 27. Ултрас был основан в 1996 году Хасаном Гюноглу, также известным как Хасан Рейс. Болельщики известны тем, что создают отличную атмосферу на домашних матчах с помощью своих красных сигнальных флажков. Болельщики Газиантепспора также известны тем, что гордятся своим анатолийским наследием, играют национальную музыку ,тем самым вызывая  драки, насилие и многие другие общественные беспорядки, о которых сообщается во время игр. Это вызвано тем, что для каждого турецкого фаната, футбол больше чем просто вид спорта.

## Лиги
Турецкая Суперлига: 1979–83, 1990–2017
TFF Первая лига: 1972–79, 1983–90, 2017–18
TFF Вторая лига: 1970–72, 2018–19

## Завоеванные трофеи

### Достижения
Турецкая суперлига:
Третье место: 1999–00, 2000–01
Четвертое место: 1980–81, 2010–11
- Bank Asya 1. Lig

Победители: 1978–79, 1989–90
- TFF Third League

Победители: 1971–72
- Spor Toto Cup

Победители: 2011–12
- TSYD Cup (Ankara)

Победители: 1990
- TSYD Cup (Adana)

Победители: 1979, 1990, 1991, 1996
- Gençlik ve Spor Bakanlığı Cup

Победители: 1978–79

## Стадион
«Газиантепспор» проводил свои домашние матчи на стадионе «Газиантеп Камил Очак». Стадион был назван в честь бывшего политика Камила Оджака (1914–1969), который был членом парламента и государственным министром, ответственным за спорт с 1965 по 1969 год;  он так же помогал строить спортивные сооружения в Газиантепе. Стадион был открыт в 1974 году и в настоящее время вмещает 16 981 зрителя.

## Лучшие бомбардиры
| Место | Игрок            | Apps | Возраст | Голы |
| ----- | ---------------- | ---- | ------- | ---- |
| 1     | Хасан Челик      | 160  | 1988–96 | 56   |
| 2     | Хасан Озер       | 160  | 1992–05 | 53   |
| 3     | Дженк Тосун      | 130  | 2010–14 | 51   |
| 4     | Элвир Болич      | 75   | 1992–95 | 45   |
| 5     | Здравко Лазаров  | 103  | 2003–06 | 41   |
| 6     | Фатих Текке      | 67   | 2000–03 | 31   |
| 7     | Айхан Акман      | 112  | 1994–98 | 26   |
| 8     | Хусейн Чакироглу | 128  | 1979–84 | 26   |
| 8     | Бето             | 82   | 2007–11 | 25   |
| 8     | Октай Дерелиоглу | 31   | 1989–90 | 25   |
| 9     | Максим Ромащенко | 68   | 2000–03 | 24   |
| 10    | Эрдал Гюнеш      | 137  | 1999–08 | 24   |